# Die leichte Isabell
Die leichte Isabell ist eine deutsche Stummfilmkomödie aus dem Jahre 1927 von Arthur Wellin und Eddy Busch mit Lee Parry in der Titelrolle. An ihrer Seite übernahm Gustav Fröhlich die männliche Hauptrolle. Die Geschichte basiert auf der gleichnamigen Operette von Robert Gilbert.

## Handlung
Die Tabakfirma Pfeffer & Minz steht kurz vor der Pleite. Um den Ruin doch noch abzuwenden, wird händeringend ein sensationeller Reklamecoup benötigt. Der smarte Werbefachmann Hans Hartwig hat auch schon eine clevere Idee entwickelt, die sogleich in die Tat umgesetzt wird. Die Zigarrenfirma bietet in einem Inserat demjenigen ein Haus, 100.000 Reichsmark und obendrein noch eine willige Ehefrau an, der eine Zigarre käuflich erwirbt, in der ein Gutschein für eben diesen Hauptgewinn eingerollt wurde. Nun muss nur noch eine ehewillige Frau gefunden werden. Doch auch dafür findet Hartwig eine Lösung.
Dafür wird ein zweites Inserat geschaltet, mit dem Pfeffer & Minz eine junge Dame sucht, die für 20.000 RM bereit ist, den Gewinner dieses Preisausschreibens zu heiraten. Isabell, die mit ihrer Schwester in ärmlichsten Verhältnissen lebt, erhofft sich ein Ende ihrer finanziellen Dauernöte und lässt sich daher auf diesen fragwürdigen Deal ein. Das Zigarrengeschäft brummt, und die Stummfilm-Lustspielgesetze verlangen es, dass am Ende der Geschichte der charmante Hans Hartwig derjenige ist, in den sich Isabell nicht nur verliebt hat, sondern der auch die Zigarre mit dem besagten Gutschein, der zuvor von einem verkommenen, hässlichen Typen von der Straße einem Zigarrenstummel entwendet wurde, in seinen Händen hält.

## Produktionsnotizen
Die leichte Isabell entstand zwischen dem November 1926 und dem Januar 1927 im Maxim-Film-Atelier, passierte die Filmzensur am 4. März desselben Jahres und wurde am 7. April 1927 in Berlins Primus-Palast uraufgeführt. Die Länge des für die Jugend freigegebenen Films betrug 2047 Meter, verteilt auf sechs Akte. 
Die Filmbauten gestalteten Hans Sohnle und Otto Erdmann.

## Kritiken
In der Salzburger Chronik heißt es: „Der Stoff bietet selbstverständlich Gelegenheit zu vielen komischen Szenen, scheinbar unlöslichen Verwickelungen, bis endlich doch der „Richtige“ die schöne Frau samt Haus und Geld bekommt.“
Die Villacher Zeitung meinte, dies sei ein „reizender Film mit viel Humor, der durch die gute Besetzung der Hauptrollen hervorragend wirkt.“